# Ilk
Ilk is een plaats (község) en gemeente in het Hongaarse comitaat Szabolcs-Szatmár-Bereg. Ilk telt 1263 inwoners (2001).